# Звер са Вол стрита
Звер са Вол стрита (енгл. The Wolf of Wall Street) су мемоари бившег берзанског посредника Џордана Белфорта, први пут издати 2007. године, а онда адаптирани у филм из 2013. Вук са Вол стрита (режисера Мартина Скорсезеа, док Леонардо Дикаприо тумачи улогу Белфорта). Белфортова аутобиографија је настављена путем књиге Хватање Звери са Вол стрита, објављене 2009. године.

## Радња
Аутобиографија човека који је зарађивао 1.000.000 долара дневно. Џордан Белфорт — вундеркинд са Вол стрита, власник највеће и најозлоглашеније брокерске куће на Вол стриту. Деведесетих година Белфорт, некадашња кључна личност озлоглашене инвестиционе фирме Стратон Оакмонт, постао је једно од најозлоглашенијих имена у финансијском свету Америке: бриљантан, интригататни контролор вредности акција који је водио своју срећну дружину вешто им помажући да опстану и изврдају из лавиринта Вол стрита и наставе да послују у огромној канцеларији на Лонг Ајленду. Данас, у овој запрепашћујућој и духовитој аутобиографији препуној скандала, Белфорт прича причу о похлепи, моћи и разузданости коју нико не би могао ни да замисли.

## Пријем
Критичар магазина Паблишерс Викли је изјавио: „Главна тема у књизи је огромна количина разврата, дроге и ризично физичко понашање које Белфорт је успео да преживи. Како би могло да се очекивати у аутобиографији старог преваранта, са филмским правима која су већ продата, тешко је знати колико је истинито. Прича је испричана углавном у дијалозима, са наводним размишљањима ауторима, али извештава само о површинским догађајима, никад не откривајући које мотиве су Белфорт или други ликови имали.” Критичар часописа Киркус Ривјус је додао: „Дело је потпуно, сигурно и вулгарно и ђаволски добро за читање. Белфорт приказује прљаве вештине писања, много изнад његовог нивоа. Његова хроника се завршава хапшењем, због превара. Сада, након 22 месеца проведена у затвроу, он ради на новој књизи. Забавна као шунд роман, истинита као федерална оптужница.”